# Corran (Skye and Lochalsh)
Corran (Schots-Gaelisch: An Corran) is een dorp op de noordelijke oever van Loch Hourn in de buurt van Arnisdale in de Schotse lieutenancy Ross and Cromarty in het raadsgebied Highland.